# Ivan Stoyanov (football, 1949)
Ne doit pas être confondu avec Ivan Stoyanov (footballeur bulgare né en 1983).
Ivan Georgiev Stoyanov (bulgare : Иван Гeopгйeв Cтoянoв), né le 20 janvier 1949 à Sofia en Bulgarie et mort le 10 décembre 2017, est un footballeur international bulgare, qui évoluait au poste de milieu de terrain.

## Biographie

### Carrière en club
Ivan Stoyanov commence sa carrière au Spartak Sofia, avant de jouer au Levski Sofia pendant neuf saisons, de 1968 à 1977.
Avec le Levski Sofia, il dispute 154 matchs en première division bulgare, inscrivant 3 buts.
Participant régulièrement aux compétitions européennes, il dispute 3 matchs en Coupe d'Europe des clubs champions, 10 matchs en Coupe de l'UEFA, et 6 matchs en Coupe des coupes. Il est quart de finaliste de la Coupe des coupes en 1970, en étant battu par le club polonais du Górnik Zabrze, puis quart de finaliste de la Coupe de l'UEFA en 1976, en étant éliminé par le FC Barcelone.
Son palmarès en club est constitué de trois championnats de Bulgarie, et cinq Coupes de Bulgarie. Il atteint la finale de la Coupe des Balkans en 1968, en étant battu par le Beroe Stara Zagora.

### Carrière en sélection
Ivan Stoyanov reçoit 19 sélections en équipe de Bulgarie entre 1972 et 1979, sans inscrire de but.
Il joue son premier match en équipe nationale le 21 juin 1972, en amical contre l'Italie (match nul 1-1 à Sofia).
Il figure dans le groupe des sélectionnés lors de la Coupe du monde de 1974. Lors du mondial organisé en Allemagne, il ne joue qu'un seul match, contre les Pays-Bas. C'est son dernier match avec la Bulgarie.

## Palmarès
| Levski Sofia - Championnat de Bulgarie (3) : - Champion : 1969-70, 1973-74 et 1976-77. - Vice-champion : 1968-69, 1970-71, 1971-72, 1974-75 et 1975-76. - Coupe de Bulgarie (4) : - Vainqueur : 1969-70, 1970-71, 1975-76 et 1976-77. - Finaliste : 1968-69 et 1973-74. |  | Spartak Sofia - Coupe de Bulgarie (1) : - Vainqueur : 1967-68. - Coupe des Balkans des clubs : - Finaliste : 1967-68. |